# Стрелба с право мерене
Стрелба с право мерене е стрелба по цели, наблюдавани от огневата позиция, при която насочването на оръдието към целта се осъществява чрез съвпадане на оптическата ос (кръста) на панорамата (марката на оптическия прицел) непосредствено с целта. Разликата със Стрелба от закрита позиция е че тогава се ползва поправка на стрелбата на артилерийски принцип т.е по парабола.

## История
До началото на 20 век стрелбата с право мерене е основен, а по-точно единственият способ за водене на артилерийски огън. Тя се използва при отбраната на Москва от хана Тохтамъш през 1382 г. (първото официално използване на артилерията в Русия), при щурма на Нарва и Полтавската битка в Северната война, Бородинското сражение през 1812 г., в Кримската война, когато руските артилеристи практически унищожават кавалерийска бригада на английската армия.
През 20 век, когато основен способ за стрелба в артилерията става стрелбата от закрити огневи позиции, стрелбата с право мерене не губи своята актуалност. Само стрелбата с право мерене позволява разрушаването на ДОТовете на линията Манерхейм. Във Великата Отечествена война основната маса немски танкове е унищожавана с огън на артилерия с право мерене. При разкъсването на блокадата на Ленинград, през 1943 г., на Ленинградския фронт по-голямата част от артилерията е извадена на позиции за права наводка, което позволява на съветските войски успешно да форсират Нева и да пробият отбраната на противника. При щурма на Берлин даже оръдия голям калибър се намират на открити огневи позиции.

## В съвремието
Стрелбата с право мерене се използва при стрелба на артилерията от открити огневи позиции, а също и при стрелбата на танковете.
Открита огнева позиция е огнева позиция, на която оръдията не са укрити от наблюдението на наземния противник или, бидейки укрити и замаскирани, стават наблюдаваеми с откриването на огъня.
Наводката на оръдието се нарича права в онези случаи, когато тя се произвежда непосредствено по целта; за водене на огън с право мерене е необходимо, мерачът (наводчикът) да вижда целта.
- В съвременните условия за стрелба с право мерене могат да се използват всички видове артилерия:
- Оръдейна
- Гаубична
- Реактивни системи за залпов огън
- Самоходни противотанкови ракетни комплекси
- Преносими противотанкови ракетни комплекси

Даже оръдията с голяма мощност, в частност 203,2-mm самоходно оръдие 2С7, имат прицели за стрелба с право мерене.
Задачата на стрелбата с право мерене в зависимост от характера на целта, нейната важност и условия на тактическата обстановка са унищожаване, разрушаване или подавяне на целта.
При стрелбата с право мерене бронираните цели и открито разположената жива сила и огневи средства на противника, като правило, се унищожават, а дълговременните фортификационни съоръжения се разрушават.
Стрелбата с права наводка за артилерията на сухопътните войски е, преди всичко, стрелба на неголеми дистанции. Само в такъв случай е най-действена стрелбата за унищожаване на огневите средства и техниката на противника и за разрушаване на неговите инженерни съоръжения.
При стрелбата с право мерене за унищожаването или подавянето на целта ще се изразходват значително по-малко снаряди, отколкото при стрелбата от закрита огнева позиция, и поставените огневи задачи ще се изпълнят в по-кратки срокове. За това при стрелбата с права наводка оръдието за кратко се намира на откритата огнева позиция и, следователно, загубите в личния състав и материална част са много малки.
При стрелбата с право мерене от оръдия под установка на стрелбата се разбира настройката на прицела, поправката на направлението, въвеждана по скалата за странични поправки в оптическия прицел или ъгломера на панорамата на механическия прицел, и точката на прицелване.
За да се определи правилната установка на прицела, е необходимо да се определи разстоянието до целта, да се избере снаряд с най-ефективно поразяващо действие по целта и да се изчислят поправките за отклонение според условията на стрелбата спрямо табличните такива.
При стрелба по движеща се цел изчислените установки се определят и с оглед нейното странично преместване.
Оръдието се насочва на определената прицелна точка, и първият изстрел се произвежда на база изчислените установки.
При попадение в целта, за унищожаването (разрушаването) на която се изискват няколко попадения, се продължава стрелбата на същите установки или се изменя точката на прицелване за обстрел на непоразената част от целта. Стрелбата продължава до изпълнение на огневата задача.
При пропуск се оценява отклонението на разрива от целта по разстоянието в метри и по направление в деленията на ъгломера, и се въвеждат в установките на прицелните приспособления коректури, равни на получените отклонения, взети с противоположни знаци, и се произвежда следващия изстрел.
Така се води стрелбата по цели, намиращи се от оръдието на разстояние по-малко или равно на далечината на правия изстрел.
Далечина на прав изстрел се нарича най-голямата далечина на стрелбата, при която траекторията на снаряда по цялото ѝ протежение не се издига над целта.
Стрелбата на далечина над далечината на правия изстрел и от миномети се води с полуправо мерене.
При полуправата наводка оръдието по направление се навежда непосредствено на целта, а прицелването във вертикалната плоскост се води както при стрелбата от закрити позиции, т.е. ъгъла на възвишение, съответстващ на далечината до целта, се задава на оръдието с помощта на скалите на прицела и ниво.